# Skäret, Luleå kommun
För andra betydelser, se Skäret.
Skäret är en by i Luleå kommun. Skäret ligger intill E4 mellan Antnäs och Ersnäs. 
I Skäret finns en ridskola.